# Stanisław Biedrzycki

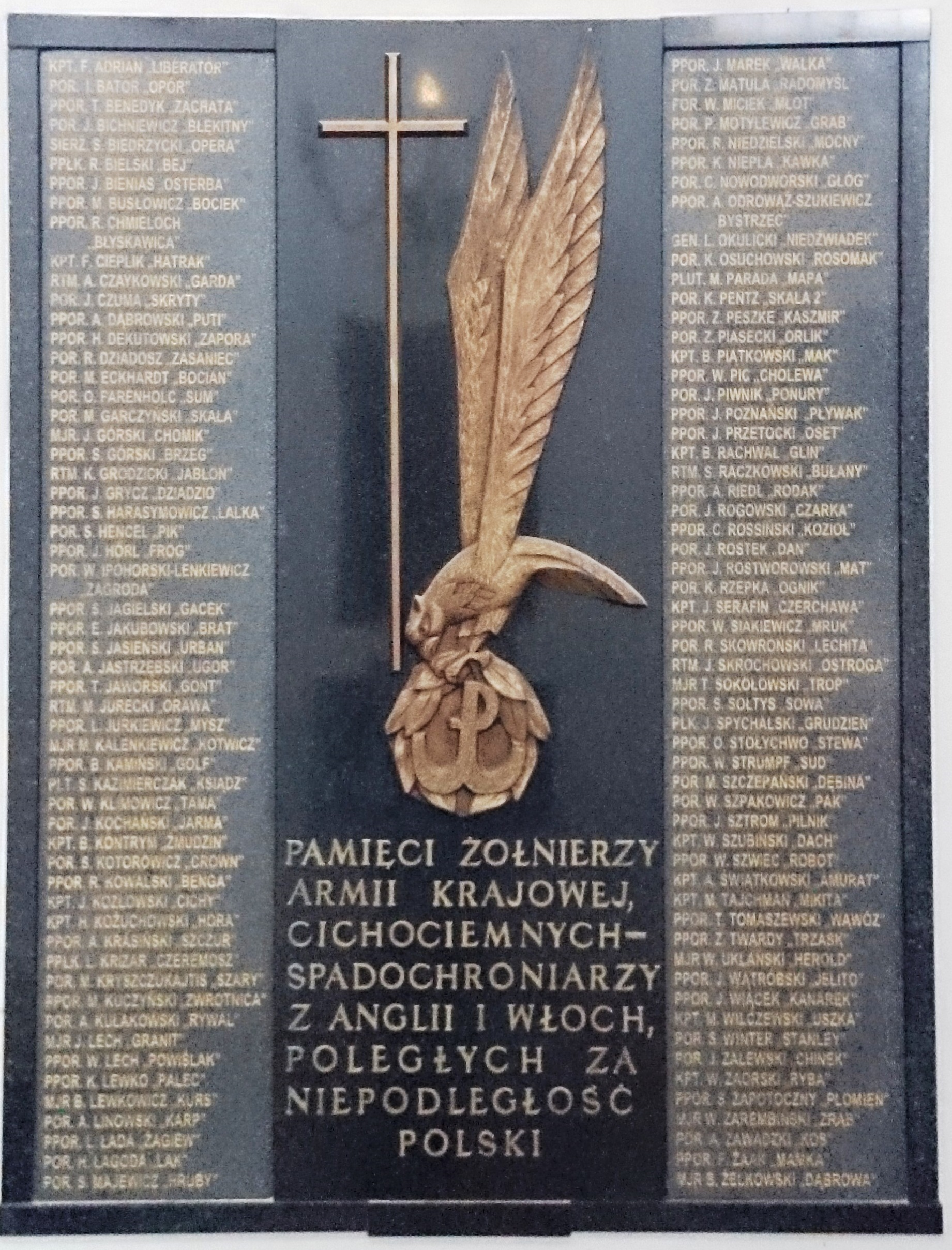
Tablica w kościele św. Jacka w Warszawie, upamiętniająca poległych cichociemnych, w tym Stanisława Biedrzyckiego.

Stanisław Biedrzycki ps. Opera, Karol, Wrona, Radość vel Karol Irański vel Karol Wrzesiński (ur. 18 września 1915 w Gzdowie, zm. 17 września 1944 w Warszawie) – podoficer Wojska Polskiego, Polskich Sił Zbrojnych, Armii Krajowej, starszy sierżant lotnictwa, uczestnik kampanii wrześniowej oraz powstania warszawskiego, cichociemny. 

## Życiorys
Uczył się w szkole powszechnej, następnie w 3-letniej Szkole Handlowej. Wstąpił do Wojska Polskiego 4 listopada 1935 roku składając przysięgę żołnierską w 2 Batalionie Łączności w Beniaminowie, jednostki wchodzącej w skład 1 Pułku Radiotelegraficznego założonego w Warszawie w 1924 roku. Podczas służby w tejże jednostce ukończył również sześciomiesięczną szkołę podoficerską między sierpniem 1936 a marcem 1937 roku uzyskując wyniki dobry. Służbę czynną w wojsku zakończył 20 września tegoż roku. Otrzymał awans na kaprala 14 listopada 1938 roku. Od sierpnia 1939 roku powrócił do służby czynnej, przydzielony jako radiotelegrafista do Oddziału II (wywiad) Sztabu Głównego Wojska Polskiego.
W kampanii wrześniowej 1939 roku uczestniczył nadal jako radiotelegrafista Oddziału II Sztabu Głównego z którym opuścił Warszawę po napaści Trzeciej Rzeszy na Polskę. Po inwazji Armii Czerwonej przekroczył wraz ze Sztabem Głównym granicę polsko-rumuńską w Kutach 18 września. Internowany w Rumunii wraz z resztą personelu Sztabu Głównego, dotarł do Jugosławii 17 listopada po niespełna dwóch miesiącach. 21 grudnia drogą kolejową przekroczył granicę z Grecją i przez Saloniki dotarł do Aten, skąd 28 listopada odpłynął statkiem „Pułaski” z portu Pireus do Marsylii dokąd przybył 2 grudnia. Przeszedł przez pobliski obóz Carpiagne w którym już następnego dnia otrzymał przydział do lotnictwa. Po krótkim pobycie w bazie lotniczej Le Bourget pod Paryżem trafił do Centrum Wyszkolenia Łączności w Saint-Jean-d’Angély-Matha gdzie wstąpił do Polskich Sił Powietrznych.
Klęska Francji wymusiła na Armii Polskiej ewakuację do Anglii wedle rozkazu Naczelnego Wodza, Władysława Sikorskiego. Stanisław Biedrzycki znalazł się w ostatnim transporcie personelu wojskowego opuszczającym Francję 24 czerwca 1940 roku na pokładzie statku „Arandora Star” z portu Saint-Jean-de-Luz nieopodal granicy francusko-hiszpańskiej. Szlak wojenny z Polski do Anglii przeszedł wraz z Marianem Pokładeckim. Trzy dni później dopłynął do Liverpoolu skąd przeniesiony został do obozu Innsworth Lane. Od 1 lipca znajdował się pod dowództwem brytyjskim. 8 sierpnia wstąpił do formujących się Polskich Sił Powietrznych (ang. Polish Air Force) z przydziałem jako radiotelegrafista w bazie w Blackpool. Od 25 listopada 1940 roku służył jako radiotelegrafista w Dywizjonie 309 w roli dowódcy radiostacji portowej. Został awansowany na stopień plutonowego ze starszeństwem od 9 października 1941 roku. Od 15 marca 1941 do 29 grudnia 1942 roku uczestniczył w lotach operacyjnych. W sierpniu tego roku przeszedł podoficerski kurs młodszego technika łącznościowego w bazie RAF Halton uzyskując wynik 64.66%.
Akces do cichociemnych zgłosił 29 grudnia 1942 roku po zapytaniu przez Zygmunta Sawickiego ps. Samulik, któremu pułkownik Władysław Madejski polecił rozejrzenie się za mechanikami i radiooperatorami chcącymi podjąć się służby w kraju wtedy przydzielonymi do Dywizjonu 309. Oprócz niego zgłosili się również Marian Pokładecki ps. Zoli (razem tworzyli trójkę z czterech skoczków Dywizjonu 309 uczestniczących w operacji „Weller 5” ponad rok później) oraz Edward Kowalik ps. Ciupuś. Po wyrażeniu chęci powrotu do kraju aby podjąć się służby konspiracyjnej przeszedł szereg kursów szkoleniowych dla kandydatów na cichociemnych ze specjalnością łączności radiowej dla lotnictwa i dywersji, m.in. radiotelegrafistów (Stanmore), łączności – praktyki (STS 20, Pollards Park House, Chalfont St Giles), spadochronowym (1 SBS, Largo House, STS 51, Ringway), walki konspiracyjnej, odprawowym (STS 43, Audley End), i innymi. Podczas kursu odprawowego przybrał konspiracyjne imię i nazwisko Karol Irański. Został zaprzysiężony na rotę ZWZ/AK 4 marca 1943 roku w Audley End przez szefa Oddziału VI (Specjalnego) Sztabu Naczelnego Wodza. Awansowany na stopień sierżanta 1 marca 1943 roku.
Na jesieni 1943 roku został odmeldowany wraz z innymi skoczkami do stacji wyczekiwania w pobliżu Brindisi we Włoszech. Dalszy przerzut do kraju opóźniał się przez wiele tygodni ze względu na niesprzyjające warunki wojenne i pogodowe.  Do okupowanej Polski skoczył ze spadochronem dopiero w nocy 3/4 kwietnia 1944 roku w sezonie operacyjnym „Riposta”, w operacji lotniczej „Weller 5”, z samolotu Halifax JP-207 „E” (1586 Eskadra PAF). Samolot wystartował po raz pierwszy 2 kwietnia lecz zmuszony został do powrotu do bazy lotniczej ze względu na awarię maszyny nad Jugosławią. Ponownie wyruszył następnego dnia, tym razem pomyślnie kierując się na placówkę odbiorczą „Pierzyna” 137 (kryptonim polski, brytyjskie oznaczenie numerowe pinpoints) w okolicach miejscowości Malcanów, 10 km na południowy-zachód od Mińska Mazowieckiego. Oprócz wyżej wymienionych kompanów broni z Dywizjonu 309 razem z nim skoczył również ppor. Jan Bieżuński ps. Orzyc. Podczas skoku Stanisław Biedrzycki przewoził w pasie transportowym 72 tysiące dolarów amerykańskich (łącznie czterej skoczkowie przewieźli 498 tysięcy tejże waluty oraz 9 zasobników i 6 paczek z bronią i sprzętem wojskowym, które ukryto w gospodarstwie pana Iwanowskiego w pobliskiej wsi Kąck). Awansowany na starszego sierżanta z momentem przybycia do kraju.

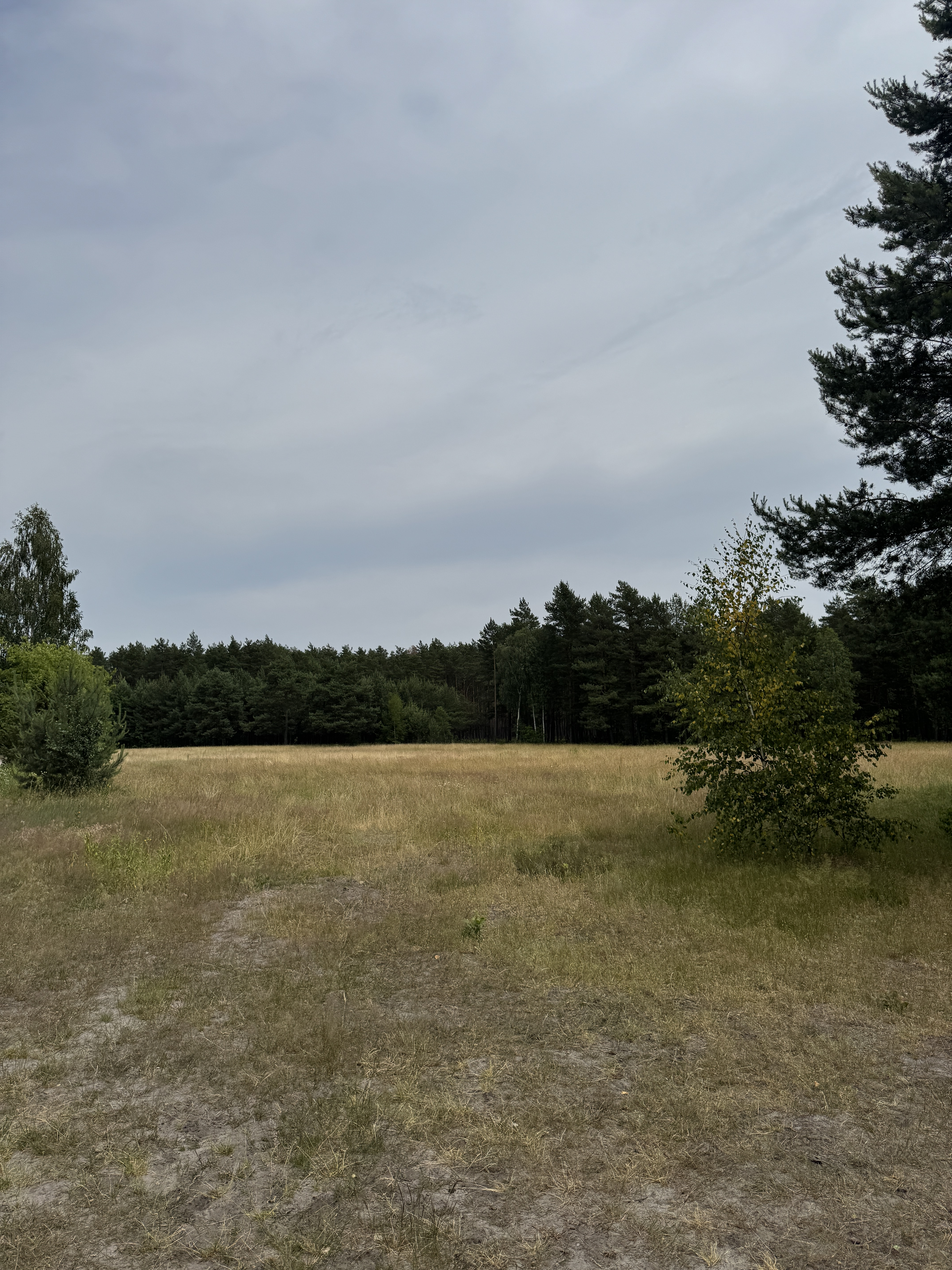
Pole zrzutowiska „Pierzyna” w Malcanowie.

Po wylądowaniu cichociemnych przywitał ppor. Marian Mazowiecki ps. Ludomir, dowódca 5 kompanii w IV Rejonie VII Obwodu „Obroża” Okręgu Warszawskiego Armii Krajowej. Następnie przybyszów przewieziono furmanką na pobliską Płachtę (obecnie część miasta Wiązowna) do gospodarstwa żołnierza Armii Krajowej i jednego z uczestników akcji odbioru zrzutu i spadochroniarzy, Józefa Kosa. Przyjęcie skoczków przy późnej kolacji zostało upamiętnione na fotografii, którą lata później odnaleziono na strychu domu Kosów przed jego rozbiórką. Następnego dnia po krótkim odpoczynku, Stanisława Biedrzyckiego wraz z pozostałymi skoczkami przerzucono do Warszawy gdzie zostali tymczasowo ulokowani na ul. Marszałkowskiej nieopodal Placu Zbawiciela. Wkrótce po tym przeniósł się na Bielany, gdzie zamieszkał u pani Stefanii Frenkel przy ul. Lisowskiej 37 wraz z jego przyjacielem, ppor. cichociemnym Władysławem Hauptmanem, z którym przeszedł okres szkoleniowy w Anglii. Od maja przydzielony jako radiotelegrafista do Wydziału Lotnictwa Oddziału III Komendy Głównej Armii Krajowej. Wraz z innymi członkami grupy łączności powierzono mu zbieranie danych o stałych urządzeniach radiowych okupanta oraz zabezpieczenie lotniczego sprzętu radiowego przy opanowywaniu terenu w ramach trwającej Akcji „Burza”.
W powstaniu warszawskim z Marymontu przedostał się na Stare Miasto gdzie jako radiotelegrafista „Grupy Północ” wraz z Władysławem Hauptmanem pracowali na radiostacjach „Wanda 316” oraz „Wanda 97”. Współdziałał z cichociemnymi, w tym jego dawnym przełożonym z Dywizjonu 309 a obecnym szefem referatu łączności „Grupy Północ” kapitanem Sawickim oraz jego zastępcą kapitanem Tadeuszem Burdzińskim ps. Malina. Po upadku Starego Miasta przedostał się kanałami wraz z kapitanem Sawickim na Śródmieście Południowe. Od około piątego września był radiotelegrafistą radiostacji Wydziału Lotnictwa „Bociany”, zlokalizowanej przy ul. Wilczej 9a operowanej przez czterech Cichociemnych. Według wspomnień łączniczki Krystyny Mazurek ps. Ewa była to jedyna centrala w czasie powstania, która miała kontakt z Londynem.
14 września został ciężko ranny w obie nogi od wybuchu skrzynki z sowieckimi granatami ze zrzutów dla Armii Ludowej zrzuconej przez sowietów bez spadochronu na podwórze kamienicy przy ul. Wilczej 9a. Przeniesiono go do szpitala polowego przy ul. Mokotowskiej 55, następnie przy ul. Koszykowej oraz do szpitala polowego znajdującego się w dawnej klinice położniczej „Sano” przy ul. Lwowskiej 13. Zmarł trzy dni później wskutek zakażenia krwi. Podpułkownik lotnictwa Antoni Klimas ps. Perć oraz koledzy cichociemni z Wydziału Lotnictwa „Bociany”, mianowicie kapitan Sawicki, podporucznik Hauptman, oraz sierżant Kowalik, około godziny dwudziestej pochowali go na dziedzińcu gmachu Architektury przy ul. Lwowskiej 12. O jego śmierci poinformował bliskich Władysław Hauptman 3 października przy okazji wizyty u rodziny Stanisława Biedrzyckiego w Milanówku, podczas której przekazał rodzinie zmarłego jego zegarek oraz poinformował ich o miejscu pochówku. Został ekshumowany w Wielki Czwartek 29 marca 1945 roku przez rodzinę i pochowany w grobie rodzinnym na Cmentarzu Bródnowskim w Warszawie (kwatera 39B/3/31).

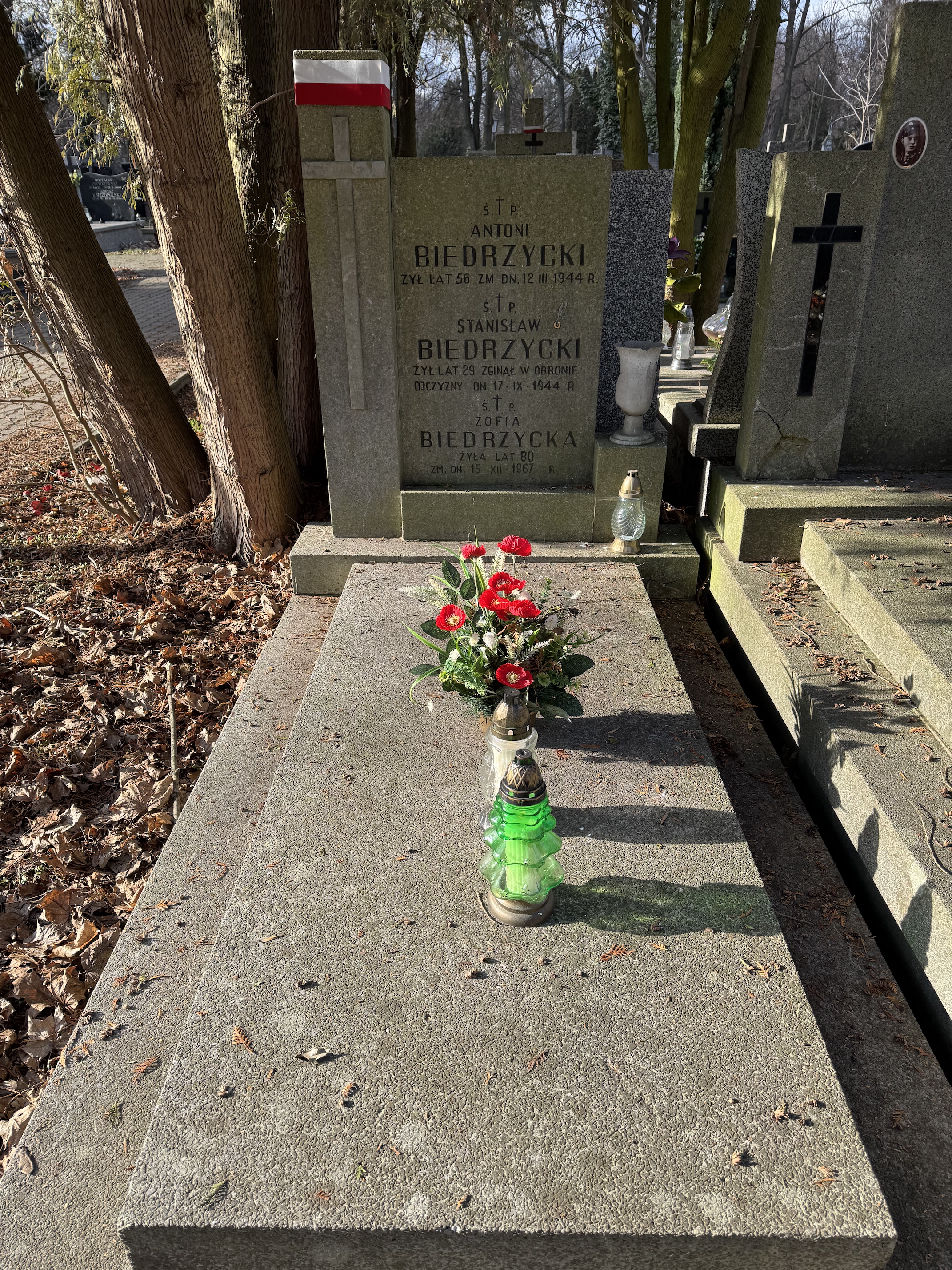
Grób Stanisława Biedrzyckiego na warszawskim Cmentarzu Bródnowskim.

## Awanse
- kapral – 14 września 1938
- plutonowy – ze starszeństwem od 1 września 1941
- sierżant – 1 marca 1943
- starszy sierżant – 4 kwietnia 1944

## Odznaczenia
- Krzyż Srebrny Orderu Virtuti Militari – pośmiertnie, 22 września 1944
- Krzyż Walecznych – trzykrotnie odznaczony[27]
- Medal Lotniczy – czterokrotnie odznaczony[28]
- Medal Wojska – dwukrotnie odznaczony[29]
- zwykły Znak Spadochronowy nr 2546[30]

## Życie rodzinne
Był czwartym dzieckiem Antoniego (1887-1944) i Zofii (1887-1967) z domu Boder. Miał pięcioro rodzeństwa – braci: Jana (zmarł jako niemowlę), Henryka (1914-1944) i Mieczysława (urodzony 2 czerwca 1918 roku, powstaniec warszawski ps. Zawada, zmarł 30 października 1978 roku), oraz siostry: Mariannę (1911-1996) i Janinę (1920-2002). 12 sierpnia 1939 roku ożenił się z Ireną Marianowicz  w Warszawie — byli bezdzietni.

## Upamiętnienie
W lewej nawie kościoła św. Jacka przy ul. Freta w Warszawie odsłonięto w 1980 roku tablicę Pamięci żołnierzy Armii Krajowej, cichociemnych – spadochroniarzy z Anglii i Włoch, poległych za niepodległość Polski. Wśród wymienionych 110 poległych cichociemnych jest Stanisław Biedrzycki.
Uwzględniony również na pomniku Cichociemnych Spadochroniarzy Armii Krajowej znajdującym się przy ul. Jana Matejki, powstałym w wyniku współpracy Muzeum Powstania Warszawskiego, wojskowej jednostki GROM (jednostka ta nosi imię Cichociemnych Spadochroniarzy AK) oraz Rady Ochrony Pamięci Walk i Męczeństwa. W Sali Tradycji Jednostki Wojskowej GROM znajduje się tablica upamiętniająca Cichociemnych Spadochroniarzy Armii Krajowej, którzy oddali życie za Ojczyznę, na której też jest uhonorowany.

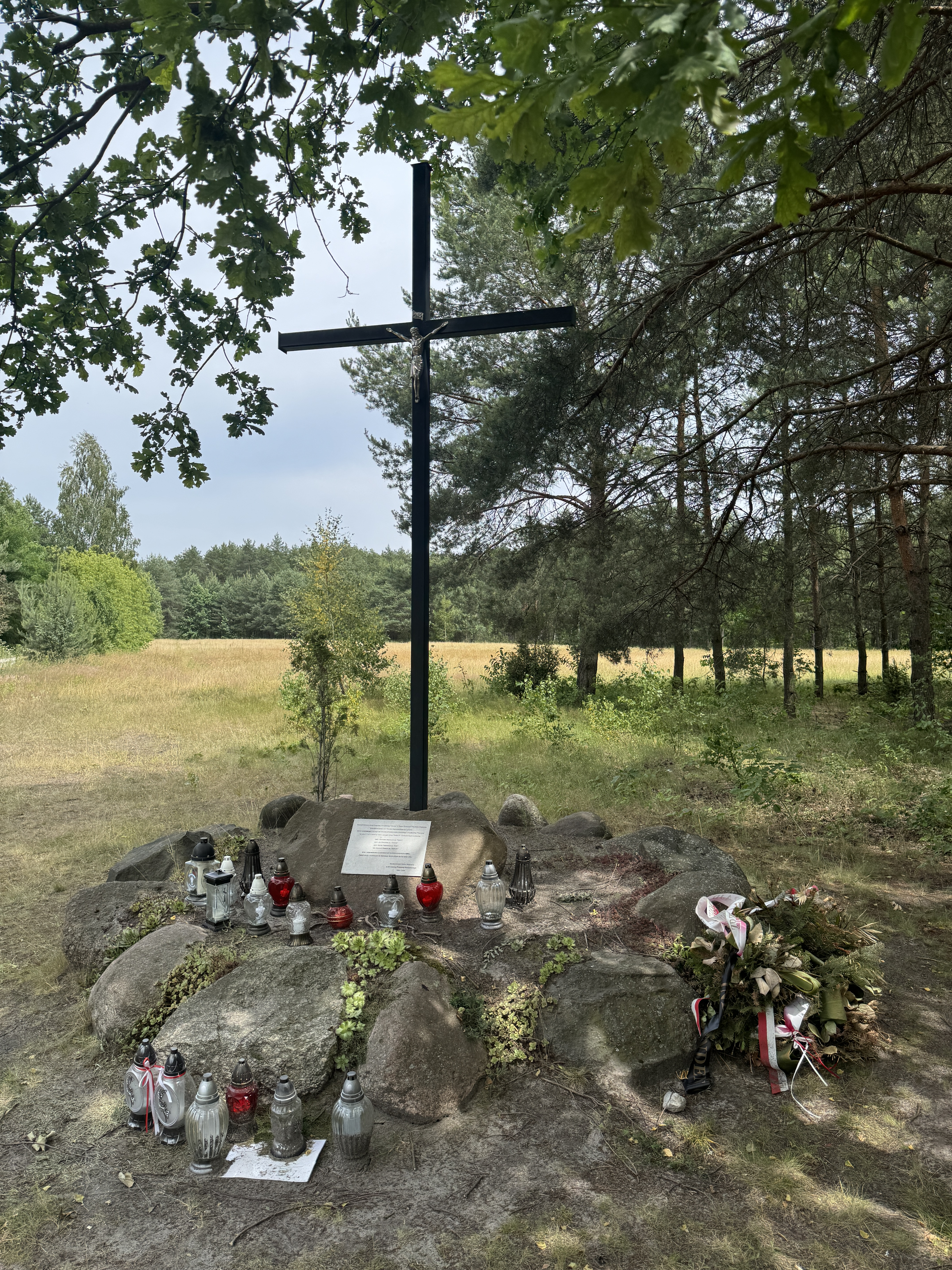
Pomnik operacji „Weller 5” upamiętniający skok cichociemnych na placówkę „Pierzyna”.